# Кокколевская улица
Ко́кколевская у́лица — улица в Пушкинском районе Санкт-Петербурга, в историческом районе Пулковское. Проходит от Петербургского шоссе до Пулковского шоссе возле бывшего пулковского отделения предприятия «Цветы». Основная улица микрорайона.

## История
Название было присвоено 25 июля 2012 года. Оно связано с тем, что Кокколевская улица ведет в бывшую деревню Кокколево, располагавшуюся до Великой Отечественной войны на Киевском (Пулковском) шоссе.
Значительная часть Кокколевской улицы представляет собой просёлочную дорогу. В 2016 году был открыт для движения асфальтированный четырехполосный участок с разделительной полосой от Петербургского шоссе до Соколиной улицы. Застройщиком было ООО «Специализированный застройщик „Терминал-ресурс“».
1 июня 2016 года остановку «Железнодорожный переезд», расположенную на перекрестке Петербургского шоссе и Кокколевской улицы, переименовали в «Кокколевскую улицу». Ранее, до апреля 2016 года, остановка располагалась в километре юго-восточнее за железнодорожным переездом (отсюда ее прежнее название).

## Застройка
- № 1 — бизнес-центр (2015[4])
- № 5, корпус 1, — бизнес-центр-паркинг (2021[5])
- № 6 — жилой дом (2023[6])
- № 7, строение 1, — жилой дом (2018[7])
- № 7, строение 2, — жилой дом (2018[7])
- № 7, строение 3, — жилой дом (2018[7])
- № 7, строение 4, — жилой дом (2018[7])
- № 7, корпус 2, — детский сад (2018[7])
- № 7, корпус 3, — торговый центр (2023[8])
- № 8, строение 1, — жилой дом (2019[9])
- № 8, строение 2, — жилой дом (2019[9])
- № 8, строение 3, — жилой дом (2019[9])
- № 9, строение 1, — жилой дом (2019[10])
- № 9, строение 2, — жилой дом (2019[10])
- № 9, строение 3, — жилой дом (2019[10])
- № 9, строение 4, — жилой дом (2019[10])
- № 11 — школа (2024[11])
- № 13, строение 1, — жилой дом (2020[12])
- № 13, строение 2, — жилой дом (2020[12])
- № 13, строение 3, — жилой дом (2020[12])
- № 13, строение 4, — жилой дом (2020[12])
- № 14, корпус 1, — жилой дом (2022[13])
- № 14, корпус 2, — жилой дом (2022[13])
- № 16, корпус 1, — жилой дом (2023[14])
- № 16, корпус 2, — жилой дом (2023[14])